# Filippo Mariotti

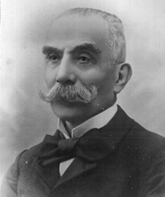
Filippo Mariotti

Filippo Mariotti (* 6. September 1833 in Apiro, Marken; † 25. Juni 1911 in Rom) war ein Literaturkritiker, Ministerialbeamter und Politiker im Königreich Italien, der unter anderem zwischen 1867 und 1892 mit einer Unterbrechung Abgeordneter  sowie von 1892 bis zu seinem Tode Senator war.

## Leben

### Studium und Mitglied der Abgeordnetenkammer
Filippo Mariotti, Sohn von Raffaele Mariotti und Anna Beltramelli, absolvierte ein Studium der Rechtswissenschaften an der Universität Camerino und schloss dieses mit der Laurea ab. Er war danach als Richter und Literaturkritiker tätig und fungierte während des Risorgimento und vor Gründung des Königreichs Italien 1859/1860 als Generalsekretär der provisorischen Regierung von Camerino. Bei der Parlamentswahl am 10. März 1867 wurde er im Wahlkreis Camerino erstmals zum Mitglied der Abgeordnetenkammer (Camera dei deputati) gewählt und gehörte dieser nach seinen Wiederwahlen am 20. November 1870, am 18. November 1874, am 14. Januar 1877 und 16. Mai 1880 im Wahlkreis Fabriano, am 29. Oktober 1882, 23. Mai 1886 sowie am 23. November 1890 im Zeitraum vom 22. März 1867 bis zum 27. September 1892 an. 1869 wurde er Mitglied der Gesellschaft zur Förderung philosophischer und literarischer Studien in Italien (Società promotrice degli studi filosofici e letterari in Italia) und wurde für seine Verdienste am 19. April 1874 Ritter des Ordens der Heiligen Mauritius und Lazarus. Am 21. Februar 1876 wurde er zunächst als Korrespondierendes Mitglied in die Accademia Nazionale dei Lincei aufgenommen und am 19. Januar 1883 Kommandeur des Ordens der Heiligen Mauritius und Lazarus sowie am 16. Dezember 1883 auch ordentliches Mitglied der Accademia Nazionale dei Lincei.
Während seiner Parlamentszugehörigkeit schloss er sich der „Rechten“ (Destra) an und war zwischen dem 24. Januar 1879 und dem 14. April 1887 mit kurzen Unterbrechungen Sekretär des Präsidiums der Abgeordnetenkammer. Am 14. April 1887 wurde er im Kabinett Depretis VIII als Segretario generale del Ministero della pubblica istruzione Generalsekretär des Ministeriums für öffentlichen Unterricht und bekleidete dieses Amt bis zum 29. Februar 1888 auch im Kabinett Crispi I. Daraufhin wurde er am 1. März 1888 im Kabinett Crispi I Unterstaatssekretär im Ministerium für öffentlichen Unterricht und hatte diesen Posten als Sottosegretario di Stato al Ministero della pubblica istruzione vom 9. März 1889 bis zum 6. Februar 1891 auch im darauf folgenden Kabinett Crispi II inne. Während der Wahrnehmung dieser Regierungsämter ruhte sein Mandat als Mitglied der Abgeordnetenkammer. In dieser Zeit wurde er am 3. Juni 1888 ferner Korrespondierendes Mitglied der Accademia Pontaniana, eine der ältesten wissenschaftlichen Akademien in Italien mit Sitz in Neapel, deren Entstehung in das 15. Jahrhundert zurückreicht. Am 14. Juli 1889 wurde er ferner Ritter des Zivilverdienstordens von Savoyen.

### Senator und Staatsrat
Nach seinem Ausscheiden aus der Abgeordnetenkammer wurde Mariotti am 10. Oktober 1892 zum Mitglied des Senats (Senato del Regno) ernannt und gehörte diesem vom 29. November 1892 bis zu seinem Tode am 25. Juni 1911 an. Am 18. Dezember 1892 wurde er sowohl ordentliches Mitglied als auch Präsident der Deputazione di storia patria per le province delle Marche, der Heimatgeschichtlichen Deputation für die Provinzen der Marken. Darüber hinaus wurde er am 5. April 1896 als Consigliere di Stato zum Mitglied des Staatsrates ernannt, ein in der Verfassung verankertes Organ, welches zum einen oberstes Verwaltungsgericht und zum anderen Beratungsgremium der Regierung für Rechtsfragen ist.
Während seiner langjährigen Senatszugehörigkeit fungierte er zwischen dem 18. November 1898 und seinem Tode am 25. Juni 1911 als Sekretär des Senatspräsidiums und war zudem vom 1. Mai 1901 bis zum 25. Juni 1911 auch Mitglied der Commissione per la Biblioteca, der Bibliothekskommission des Parlaments. Am 19. Dezember 1904 wurde er zudem Mitglied der Commissione per l’esame del disegno di legge Assegnazione di una rendita vitalizia a Giosuè Carducci, die sich mit der Prüfung eines Gesetzentwurfs zur Einrichtung einer Leibrente für Giosuè Carducci befasste, der ebenfalls Senator und 1906 Nobelpreisträger für Literatur war. Er wurde zudem am 29. Dezember 1904 Großoffizier des Ordens der Heiligen Mauritius und Lazarus und am 5. März 1907 zudem Mitglied der Commissione per l’esame del disegno di legge Erezione in Roma di un monumento a Giosuè Carducci, die sich mit der Errichtung eines Denkmals für Giosuè Carducci befasste.
Filippo Mariotti wurde am 29. August 1908 Ehrenpräsident einer Sektion des Staatsrates und bekam am 4. September 1908 das Großkreuz des Ordens der Heiligen Mauritius und Lazarus verliehen. Er wurde am 29. Dezember 1908 ferner Korrespondierendes Mitglied der Königlichen Gesellschaft von Neapel, der Società Reale di Napoli, und fungierte ferner zwischen dem 1. März 1910 und seinem Tode am 25. Juni 1911 als Mitglied des Obersten Rates für öffentlichen Unterricht (Consiglio superiore della pubblica istruzione). Des Weiteren war er zeitweilig Mitglied des Nationalkomitees für die Geschichte der Wiedererstehung (Comitato nazionale per la storia del Risorgimento), Mitglied des Rates des Ordens der Heiligen Mauritius und Lazarus sowie außerordentlicher Kommissar des Höheren Instituts für kommerzielle, koloniale und versicherungsmathematische Studien (Istituto superiore di studi commerciali, coloniali e attuariali). Für seine langjährigen Verdienste wurde er Kommandeur des Ordens der Krone von Italien und erhielt auch das Großkreuz dieses Ordens. Darüber hinaus wurde er Kommandeur der französischen Ehrenlegion und erhielt des Weiteren den griechischen Erlöser-Orden.

## Veröffentlichungen (Auswahl)
- Della liberta d’insegnamento, Florenz, Barbèra, 1864.
- Le orazioni di Demostene, tradotte e illustrate dall’avvocato Filippo Mariotti, 3 Bände, Florenz, Barbèra, 1874–1877
- Professioni impieghi o nuovi studi a cui si sono rivolti i giovani licenziati all’Istituto Tecnico di Firenze. Notizie raccolte e ordinate da Filippo Mariotti, Florenz, succ. Le Monnier, 1877.
- Dante e la statistica delle lingue, con la raccolta dei versi della Divina Commedia messi in musica da G. Rossini, G. Donizetti, F. Marchetti, R. Schuman, Florenz, Barbèra, 1880.
- La sapienza politica del conte di Cavour e del principe di Bismarck, Turin, Roux e Favale, 1886.
- Il Risorgimento d'Italia dai Principi di Casa Savoia e dal Parlamento. 1848–1878. 2. Auflage. Florenz, Barbèra, 1888.
- La legislazione delle belle arti, Roma, Unione cooperativa editrice, 1892.
- Onoranze pel centenario della nascita di Giacomo Leopardi deliberate dalla Deputazione marchigiana di Storia patria, Ancona, A. G. Morelli, 1896.
- Storia dell’alpinismo politico, Rom, Forzani e c., 1901.